# Ilaria Salis
Ilaria Salis,  née le 17 juin 1984 à Milan, est une femme politique et militante antifasciste italienne, élue députée au Parlement européen en 2024.

## Biographie
Ilaria Salis est née à Milan en 1984. Après avoir vécu trois ans avec sa famille au Royaume-Uni entre 1992 et 1995, elle a grandi à Monza. Elle fréquente le lycée classique B. Zucchi de Monza et en 2005 elle est diplômée  en sciences historiques de l'Université de Milan et en 2021 obtient une maîtrise en philologie, littérature et histoire de l'antiquité de la même université. Elle exerce dans la vie active comme éducatrice, professeur d'école primaire et à partir de 2021, professeur suppléant dans les écoles secondaires supérieures. Militante antifasciste, à dix-huit ans, elle participe avec ses camarades de classe à la fondation d'un centre social,. Son militantisme lui vaut une série de rapports et de plaintes.
En juin 2024, elle est élue députée au Parlement européen,.

## Militantisme
Arrêtée en Hongrie, Ilaria Salis est devenue un symbole de la lutte contre l'autoritarisme en Europe. En février 2023, elle est accusée d'avoir participé à des agressions contre neuf personnes,, en marge du Jour de l'honneur, un rassemblement néonazi à Budapest. Elle conteste ces allégations. Lors de son procès elle est apparue menottes aux mains et escortée comme une dangereuse criminelle. Son cas a suscité un vif émoi en Italie, Giorgia Meloni appelant Victor Orban à ce sujet.
Candidate de l'Alliance des Verts et de la gauche (AVS), lors des élections européennes du 9 juin 2024, elle est élue au Parlement européen, son parti ayant obtenu près de 6,7 % des voix. En tant que députée européenne élue, elle peut désormais demander l'immunité parlementaire, ce que son avocat envisage de faire avant le 16 juillet.